# Raja Kumari
Raja Kumari, właśc. Svetha Yallapragada Rao (ur. 11 stycznia 1986 w Claremont) – amerykańska piosenkarka, raperka i autorka tekstów indyjskiego pochodzenia.

## Życiorys
Svetha Yallapragada Rao przyszła na świat jako córka emigrantów, Telugów z Andhra Pradesz w Indiach. Jej ojciec jest lekarzem. Ma dwóch starszych braci.
Ze wsparciem rodziców w wieku 6 lat rozpoczęła naukę indyjskich tańców klasycznych (kuchipudi, bharatanatjam i odissi). Do 10 roku życia wystąpiła w 15 miastach. Klasycznymi tańcami indyjskimi zajmowała się przez 15–16 lat.
Studiowała sanskryt i historię starożytnych Indii. Uzyskała tytuł Bachelor of Arts w dziedzinie religioznawstwa ze szczególnym uwzględnieniem religii Azji Południowej.
Jako dziecko zainteresowała się hip-hopem. W wieku 14 lat jako freestylerka rapowała pod pseudonimem „Indian Princess” (IP) lub „Raja Kumari”. W wieku 14–15 lat zaczęła pisać teksty piosenek. Amerykańska muzyka była dla niej odskocznią od indyjskiego dziedzictwa, z którym obcowała na co dzień. Zbudowała muzyczne alter ego i awatarę oparte na koncepcji indyjskiej bogini-księżniczki. Pseudonim sceniczny – Raja Kumari – oznacza córkę króla.
Jej utwory to mieszanka wpływów wschodnich i zachodnich. Opierając się na podobieństwie rytmów klasycznej indyjskiej muzyki i rapu, na którym wyrosła, wykorzystuje klasyczne indyjskie dźwięki, m.in. muzykę karnatacką. Jest również znana z amerykańsko-indyjskich fuzji modowych widocznych zarówno w teledyskach do jej piosenek, jak też podczas jej wystąpień publicznych i koncertów. Modę traktuje jako element opowieści, którą tworzy jako artystka. W twórczości odwołuje się do hinduskiej mitologii i literatury.
Jest filantropką. Przyczyniła się do stworzenia szpitala w Bengaluru i sali medytacyjnej w Hajdarabadzie dla Fundacji Vegesna. Została uhonorowana przez gubernatora stanu Tamilnadu nagrodą Kohinoor Award for Excellence in Classical Art. W 2023 r. była najmłodszą jej posiadaczką. Jest członkinią zarządu Indic Foundation na Claremont School of Theology.
Wychowała się w Los Angeles. Zna języki: angielski, hindi i telugu. Jest feministką, angażuje się w walkę o prawa kobiet. Jest wegetarianką i fanką Madhuri Dixit.

## Kariera muzyczna
Jest współautorką wielu piosenek, m.in. podwójnie platynowego singla Fall Out Boy Centuries, utworów Change Your Life (Iggy Azalea i T.I.), Don't You Run (Vicetone), Brave Enough (Lindsey Stirling) i Set Me Free z serialu Baza Luhrmanna The Get Down dla Netflixa opowiadającego o narodzinach hip-hopu. Napisała teksty piosenek i muzykę m.in. dla Gwen Stefani, Fifth Harmony, Twin Shadow, Selah Sue i Dirty South.
Współpracowała m.in. z Timbalandem oraz indyjskimi kompozytorami: A.R. Rahmanem, Arijitem Singhem i Kailashem Kherem. Inspiruje ją m.in. Amy Winehouse.
Karierę solową rozpoczęła w Indiach. Zadebiutowała EP The Come Up w 2015. W 2016 wypuściła piosenkę Mute nagraną z artystą Elvisem Brownem, a następnie w 2017 piosenkę City Slums wykonaną z raperem DIVINE. Wydała albumy: The Come Up (2018), BLOODLINE (2019) i HBIC (2022). Album The Bridge (2023) zadedykowała bogini Saraswati. To jej pierwszy pełnowymiarowy krążek i pierwszy, który nie zawiera piosenek współtworzonych z innymi artystami i artystkami.
W 2015 jej piosenkę Runnin’ umieszczono na soundtracku serialu Imperium. W 2018 jej piosenki znalazły się na ścieżkach dźwiękowych indyjskich filmów Race 3 i Zero. Piosenkę do tego drugiego filmu napisała z Shah Rukh Khanem. W 2019 jej The Wakhra Song umieszczono na soundtracku filmu Judgementall Hai Kya, a w 2020 zaśpiewała piosenkę Pagglait w filmie Phire Faqeera. Jej utwory wykorzystano również w drugim sezonie serialu Netflixa Jeszcze nigdy (2021) oraz w filmie Wedding season (2022).
W 2018 wystąpiła w programie Lockdown. W 2019 była jurorką w indyjskim show dla raperów i raperek MTV Hustle.
W 2019 wystąpiła w Singapurze na wręczeniu Grand Prix Formuły 1. W tym samym roku współprowadziła ceremonię American Music Award jako pierwsza Induska. W styczniu 2021 wystąpiła na Azjatycko-Amerykańskim balu inaugurującym prezydenturę Joe Bidena oraz wiceprezydenturę Kamali Harris. Reprezentowała społeczność indyjską w USA. W 2022 dla Walkers & Co zaśpiewała (z Johnem Legendem) piosenkę Keep Walking. W 2023 wystąpiła z Johnem Legendem na Wireless Festival Middle East oraz na trasie Walkers & Co.Tour. Na festiwalu Coachella pojawiła się na koncercie artystów i artystek z południowej Azji.
Współpracowała z wytwórniami takimi jak Nasir Jones Mass Appeal India (2020–2022). W 2022 założyła wytwórnię Godmother Records, która ma na celu wspieranie szczególnie kobiet w przemyśle muzycznym oraz zaprezentowanie światu utalentowanych twórczyń z Indii. Raja Kumari wypuściła też singiel Made in India inspirowany przebojem Alishy Chinai z 1995. W teledysku do piosenki wystąpiła Madhuri Dixit. Raja Kumari współpracowała z Dixit przy jej anglojęzycznym albumie.
W 2015 Raja Kumari była nominowana do nagrody Grammy w kategorii Najlepszy Album Rap za krążek The New Classic Iggy Azalei, który współtworzyła (napisała utwór Change Your Life i zaśpiewała w nim chórki). W 2016 Raja Kumari otrzymała ASCAP Vanguard Award. Dostała BMI Pop Awards 2016 za współautorstwo piosenki Centuries. W 2022 po raz piąty była nominowana do MTV Europe Music Awards 2022 w kategorii Best Indian Act.